# Segunda Liga de 2013–14
A Segunda Liga de 2013–14, denominada também por Liga2 Cabovisão de 2013–14 por razões de patrocínio, foi a 24ª edição da Segunda Liga.
O Moreirense sagrou-se campeão e juntamente com o Penafiel (2.º classificado entre as equipas não B) assegurou a promoção à Primeira Liga. O Desportivo das Aves conquistou o direito a participar num play-off com o 15º classificado da Primeira Liga de 2013–14, com vista a obtenção de um lugar na 2014–15, devido ao alargamento da Primeira Liga de 16 para 18 clubes. Contudo, perdeu esse play-off com o Paços de Ferreira ao ser derrotado no conjunto das duas mãos por 2-0.
O Atlético ficou na Segunda Liga de 2014–2015 após ter sido convidado pela Liga Portuguesa de Futebol Profissional (LPFP) devido ao alargamento da Primeira Liga de 2014–15 a 18 clubes, em função da reintegração do Boavista, e da Segunda Liga de 2014–15 a 24, e à impossibilidade de ser promovido um quarto clube do Campeonato Nacional de Seniores de 2013–14.

## Transmissões televisivas
A Sport TV continua com os direitos televisivos da II Liga, transmitindo dois jogos por jornada, no entanto, os jogos em casa das equipas B do FC Porto e do SL Benfica  continuarão a ser transmitidos pelo Porto Canal e Benfica TV respetivamente, bem como os jogos do Farense em casa neste último.

## Participantes
| Equipa               | Cidade               | Estádio                                        | Capacidade | Classificação em 2012/13 | Treinador          |
| -------------------- | -------------------- | ---------------------------------------------- | ---------- | ------------------------ | ------------------ |
| Académico de Viseu   | Viseu                | Estádio Municipal do Fontelo                   | 12,000     | 3.º II Divisão           | Filipe Moreira     |
| Atlético             | Lisboa               | Estádio da Tapadinha                           | 10,000     | 17.º                     | Bruno Baltazar     |
| Beira-Mar            | Aveiro               | Estádio Municipal de Aveiro                    | 30,127     | 16.º Primeira Liga       | Daniele Fortunato  |
| Benfica B            | Lisboa               | Estádio do Sport Lisboa e Benfica              | 65,647     | 7.º                      | Hélder Cristóvão   |
| Braga B              | Braga                | Estádio 1.º de Maio                            | 30,000     | 15.º                     | José Alberto Costa |
| Desportivo de Chaves | Chaves               | Estádio Municipal Eng.º Manuel Branco Teixeira | 12,000     | 1.º II Divisão           | João Eusébio       |
| Desportivo das Aves  | Vila das Aves        | Estádio do Clube Desportivo das Aves           | 8,560      | 5.º                      | Fernando Valente   |
| Farense              | Faro                 | Estádio de São Luís                            | 14,000     | 2.º II Divisão           | Mauro de Brito     |
| Feirense             | Santa Maria da Feira | Estádio Marcolino de Castro                    | 5,494      | 13.º                     | Pedro Miguel       |
| Leixões              | Matosinhos           | Estádio do Mar                                 | 8,500      | 3.º                      | Pedro Correia      |
| Marítimo B           | Funchal              | Campo da Imaculada Conceição                   | 2,500      | 16.º                     | Ivo Vieira         |
| Moreirense           | Moreira de Cónegos   | Estádio Comendador Joaquim de Almeida Freitas  | 6,100      | 15.º Primeira Liga       | Vítor Oliveira     |
| União Oliveirense    | Oliveira de Azeméis  | Estádio Carlos Osório                          | 2,500      | 8.º                      | Artur Marques      |
| Penafiel             | Penafiel             | Estádio Municipal 25 de Abril                  | 5,000      | 9.º                      | Miguel Leal        |
| Portimonense         | Portimão             | Estádio Municipal de Portimão                  | 9,544      | 6.º                      | Lázaro Oliveira    |
| Porto B              | Porto                | Estádio Dr. Jorge Sampaio                      | 8,500      | 14.º                     | Luís Castro        |
| Santa Clara          | Ponta Delgada        | Estádio de São Miguel                          | 15,277     | 11.º                     | Carlos Condeço     |
| Sporting B           | Lisboa               | Estádio José Alvalade                          | 52,076     | 4.º                      | Abel Ferreira      |
| Sporting da Covilhã  | Covilhã              | Estádio Municipal José dos Santos Pinto        | 6,125      | 20.º (Repescado)         | Francisco Chaló    |
| Tondela              | Tondela              | Estádio João Cardoso                           | 2,586      | 10.º                     | Vítor Paneira      |
| Trofense             | Trofa                | Estádio do Clube Desportivo Trofense           | 5,500      | 19.º                     | Luís Diogo         |
| União da Madeira     | Funchal              | Estádio Municipal de Machico                   | 3,000      | 12.º                     | José Barros        |

## Tabela classificativa
| #  | Equipa               | Pts | J  | V  | E  | D  | GM | GS | DG  | Notas                                      |
| -- | -------------------- | --- | -- | -- | -- | -- | -- | -- | --- | ------------------------------------------ |
| 1  | Moreirense           | 79  | 42 | 21 | 16 | 5  | 65 | 25 | +40 | Primeira Liga de 2014–15.                  |
| 2  | Porto B              | 77  | 42 | 23 | 8  | 11 | 59 | 42 | +17 | Equipa B - Não pode subir à Primeira Liga. |
| 3  | Penafiel             | 73  | 42 | 18 | 19 | 5  | 47 | 24 | +23 | Primeira Liga de 2014–15.                  |
| 4  | Desportivo das Aves  | 71  | 42 | 20 | 11 | 11 | 46 | 35 | +11 | Perdeu Play-off à Primeira Liga de 2014–15 |
| 5  | Benfica B            | 70  | 42 | 20 | 10 | 12 | 77 | 56 | +21 | Equipa B - Não pode subir à Primeira Liga. |
| 6  | Sporting B           | 70  | 42 | 20 | 10 | 12 | 61 | 50 | +11 | Equipa B - Não pode subir à Primeira Liga. |
| 7  | Portimonense         | 67  | 42 | 19 | 10 | 13 | 58 | 48 | +10 |                                            |
| 8  | Desportivo de Chaves | 67  | 42 | 19 | 10 | 13 | 58 | 56 | +2  |                                            |
| 9  | Tondela              | 59  | 42 | 16 | 11 | 15 | 41 | 38 | +3  |                                            |
| 10 | Sp.Farense           | 57  | 42 | 15 | 12 | 15 | 45 | 44 | +1  |                                            |
| 11 | Académico de Viseu   | 54  | 42 | 16 | 6  | 20 | 43 | 43 | 0   |                                            |
| 12 | Beira-Mar            | 54  | 42 | 14 | 12 | 16 | 45 | 48 | -3  |                                            |
| 13 | União da Madeira     | 52  | 42 | 14 | 10 | 18 | 50 | 46 | +4  |                                            |
| 14 | Feirense             | 50  | 42 | 10 | 20 | 12 | 41 | 46 | -5  |                                            |
| 15 | Santa Clara          | 48  | 42 | 13 | 9  | 20 | 38 | 46 | -8  |                                            |
| 16 | Sporting da Covilhã  | 48  | 42 | 13 | 9  | 20 | 34 | 50 | -16 |                                            |
| 17 | Leixões              | 47  | 42 | 13 | 8  | 21 | 42 | 57 | -15 |                                            |
| 18 | União Oliveirense    | 47  | 42 | 13 | 8  | 21 | 56 | 76 | -20 |                                            |
| 19 | Trofense             | 47  | 42 | 11 | 14 | 17 | 36 | 61 | -25 |                                            |
| 20 | Sp.Braga B           | 44  | 42 | 12 | 8  | 22 | 47 | 60 | -13 | Equipa B - Não pode subir à Primeira Liga. |
| 21 | Marítimo B           | 43  | 42 | 11 | 10 | 21 | 39 | 57 | -18 | Equipa B - Não pode subir à Primeira Liga. |
| 22 | Atlético             | 40  | 42 | 9  | 13 | 20 | 34 | 54 | -20 | Repescado                                  |

### Resultados
| Casa / Fora[1]      | VIS | ATL | BM  | BEN | BRA | CHA | AVE | FAR | FEI | LEI | MAR | MOR | OLI | PEN | PTM | PRT | SAN | SPO | SCV | TON | TRO | UdM |
| Académico de Viseu  |     | 3–0 | 1–0 | 1–2 | 0–1 | 1–2 | 3–0 | 3–0 | 1–1 | 2–0 | 2–0 | 0–2 | 3–0 | 1–0 | 3–0 | 0–1 | 0–1 | 1–0 | 1–0 | 2–1 | 0–1 | 1–0 |
| Atlético CP         | 1–0 |     | 0–0 | 0–1 | 1–0 | 1–3 | 1–0 | 0–2 | 1–0 | 0–1 | 0–2 | 0–1 | 0–0 | 0–0 | 1–0 | 0–1 | 2–2 | 1–0 | 0–1 | 0–0 | 1–1 | 2–1 |
| Beira-Mar           | 1–0 | 3–2 |     | 2–2 | 1–0 | 1–0 | 1–1 | 2–1 | 1–1 | 0–0 | 2–0 | 1–3 | 1–0 | 0–1 | 0–1 | 2–3 | 0–2 | 0–1 | 3–0 | 0–0 | 3–0 | 0–0 |
| Benfica B           | 5–1 | 2–3 | 4–2 |     | 2–0 | 2–1 | 0–0 | 0–2 | 0–2 | 5–1 | 2–1 | 1–2 | 4–3 | 0–2 | 3–0 | 3–1 | 2–1 | 3–1 | 4–0 | 2–2 | 5–0 | 4–4 |
| Braga B             | 1–0 | 2–1 | 2–4 | 1–3 |     | 3–2 | 2–2 | 3–0 | 2–2 | 1–2 | 4–2 | 0–0 | 4–3 | 1–1 | 0–1 | 1–0 | 1–2 | 0–1 | 3–0 | 1–2 | 1–2 | 2–0 |
| Chaves              | 1–2 | 0–0 | 1–1 | 3–1 | 1–1 |     | 2–1 | 1–1 | 1–1 | 2–0 | 1–0 | 0–1 | 3–0 | 3–2 | 3–2 | 2–1 | 1–0 | 2–3 | 0–2 | 1–2 | 1–2 | 3–0 |
| Desportivo das Aves | 4–2 | 3–2 | 0–1 | 0–0 | 1–1 | 0–2 |     | 2–0 | 1–0 | 1–0 | 2–0 | 1–0 | 1–0 | 0–1 | 0–0 | 0–1 | 1–0 | 0–0 | 1–0 | 1–0 | 4–1 | 0–2 |
| Farense             | 1–1 | 1–1 | 1–2 | 3–1 | 2–0 | 1–2 | 0–0 |     | 1–2 | 1–0 | 2–1 | 0–0 | 4–0 | 0–1 | 2–1 | 1–0 | 3–1 | 4–1 | 2–0 | 0–0 | 1–0 | 1–1 |
| Feirense            | 0–3 | 1–1 | 2–2 | 1–1 | 1–0 | 1–1 | 0–1 | 0–1 |     | 2–1 | 2–0 | 0–4 | 2–3 | 1–1 | 1–1 | 2–2 | 1–1 | 1–2 | 1–1 | 2–0 | 0–0 | 1–0 |
| Leixões             | 0–0 | 3–3 | 0–1 | 1–2 | 1–0 | 1–2 | 0–1 | 0–0 | 3–0 |     | 3–2 | 1–1 | 2–3 | 0–2 | 3–3 | 0–2 | 1–0 | 3–0 | 1–0 | 1–0 | 1–0 | 1–1 |
| Marítimo B          | 1–1 | 2–1 | 1–1 | 1–0 | 2–1 | 1–1 | 3–3 | 1–0 | 0–0 | 2–1 |     | 1–1 | 2–3 | 0–0 | 0–1 | 2–0 | 2–1 | 1–3 | 1–0 | 0–0 | 1–0 | 0–2 |
| Moreirense          | 2–0 | 2–1 | 1–0 | 1–1 | 1–0 | 7–0 | 0–2 | 2–1 | 0–0 | 2–0 | 0–0 |     | 0–1 | 1–1 | 3–0 | 1–2 | 1–1 | 0–0 | 0–0 | 1–0 | 4–0 | 3–0 |
| Oliveirense         | 0–2 | 3–2 | 3–1 | 1–2 | 4–0 | 1–1 | 1–1 | 2–0 | 1–0 | 0–3 | 2–2 | 2–2 |     | 0–0 | 0–3 | 1–4 | 2–2 | 2–3 | 2–1 | 3–2 | 0–1 | 3–2 |
| Penafiel            | 3–0 | 0–0 | 0–0 | 1–1 | 1–0 | 1–2 | 1–1 | 3–1 | 1–1 | 3–0 | 1–0 | 1–1 | 1–0 |     | 0–0 | 1–0 | 3–1 | 2–0 | 0–2 | 1–1 | 1–1 | 1–1 |
| Portimonense        | 4–0 | 4–0 | 2–0 | 0–2 | 1–1 | 4–2 | 1–0 | 3–0 | 1–1 | 3–0 | 2–1 | 1–1 | 1–0 | 2–1 |     | 0–1 | 0–1 | 2–0 | 2–1 | 1–1 | 2–0 | 2–1 |
| Porto B             | 3–2 | 1–0 | 1–0 | 4–1 | 3–2 | 1–2 | 0–1 | 1–1 | 2–1 | 2–1 | 2–0 | 0–0 | 1–2 | 0–0 | 2–0 |     | 2–1 | 2–1 | 1–2 | 1–0 | 2–1 | 2–1 |
| Santa Clara         | 1–0 | 2–1 | 2–3 | 0–2 | 0–1 | 0–1 | 1–2 | 2–0 | 0–2 | 2–0 | 2–1 | 0–1 | 1–0 | 1–2 | 0–0 | 1–1 |     | 1–0 | 1–1 | 0–1 | 0–0 | 1–0 |
| Sporting CP B       | 0–0 | 3–0 | 3–1 | 1–1 | 2–0 | 4–0 | 1–2 | 3–3 | 1–1 | 1–1 | 2–0 | 3–2 | 3–2 | 0–1 | 3–2 | 3–3 | 2–1 |     | 1–0 | 0–1 | 1–0 | 0–0 |
| Sporting da Covilhã | 1–0 | 0–3 | 1–0 | 2–0 | 2–0 | 1–1 | 2–0 | 0–1 | 1–1 | 1–0 | 1–0 | 1–2 | 2–2 | 0–0 | 1–1 | 0–1 | 0–1 | 0–2 |     | 1–0 | 1–4 | 1–1 |
| Tondela             | 0–0 | 2–0 | 2–1 | 2–0 | 2–1 | 0–1 | 1–2 | 0–0 | 2–0 | 0–1 | 2–1 | 0–1 | 1–0 | 0–3 | 3–0 | 1–1 | 2–1 | 1–2 | 1–3 |     | 2–0 | 2–1 |
| Trofense            | 1–0 | 1–1 | 1–1 | 0–0 | 1–1 | 0–0 | 1–3 | 1–0 | 0–1 | 0–3 | 3–1 | 1–7 | 3–0 | 0–0 | 3–4 | 1–1 | 0–0 | 1–1 | 1–0 | 1–1 |     | 1–0 |
| União da Madeira    | 1–0 | 0–0 | 2–0 | 2–1 | 1–2 | 2–0 | 1–0 | 0–0 | 0–2 | 4–1 | 0–1 | 1–1 | 2–0 | 1–2 | 3–0 | 1–0 | 1–0 | 2–3 | 4–1 | 0–1 | 4–0 |     |

Última atualização em 11 Maio 2014.
Fonte: Segunda Liga
1O time da casa (mandante) está listado na coluna da esquerda.
Cores:      Azul = time da casa vence;      Amarelo = empate;      Vermelho = time visitante vence.
For coming matches, an a indicates there is an article about the match.